# بلک‌جک، شهرستان اسمیت، تگزاس
بلک‌جک (به انگلیسی: Blackjack) یک منطقهٔ مسکونی در ایالات متحده آمریکا است که در شهرستان اسمیت، تگزاس واقع شده‌است. بلک‌جک ۱۱۱٫۸۶ متر بالاتر از سطح دریا واقع شده‌است.